# Creation
Creation (bra Criação) é um filme britânico de 2009, do gênero drama histórico-biográfico, dirigido por Jon Amiel, com roteiro de John Collee baseado na biografia de Darwin escrita por Randal Keynes, A Caixa de Annie. 
A trama mostra o relacionamento de Charles Darwin com sua filha mais velha, Annie, enquanto se esforça para escrever A Origem das Espécies, e também os conflitos com sua esposa anglicana. Produzido por Jeremy Thomas, o filme foi estrelado por Paul Bettany e Jennifer Connelly, como Charles e Emma Darwin. 

## Elenco
- Paul Bettany, como Charles Darwin[3]
- Jennifer Connelly, como Emma Darwin[3]
- Martha West, como Anne Elizabeth Darwin
- Jeremy Northam, como Reverendo John Brodie-Innes[3]
- Toby Jones, como Thomas Henry Huxley[3]
- Benedict Cumberbatch, como Joseph Dalton Hooker[3]